# B in the Mix: The Remixes
B in the Mix: The Remixes – это первый ремиксовый альбом американской певицы Бритни Спирс. Он был выпущен 22 ноября 2005 года на Jive Records. В альбом вошли ремиксы треков с её первого студийного альбома — ...Baby One More Time (1999), а также с последующих - Oops!... I Did It Again (2000), Britney (2001) и In the Zone (2003) — ремикс на "Someday (I Will Understand)", и новый трек, "And Then We Kiss". Ремиксы были сделаны такие DJ-ми как Петер Рауофер и Стюарт Прайс. Звучание было создано под влиянием различных жанров электронной музыки, таких как эмбиент и техно.
Критики дали смешанные отзывы альбому. Некоторые обозреватели назвали B in the Mix: The Remixes хорошим сборником ремиксов, в то время, как другие поспорили, что альбом был задуман, как произведение и раскритиковали то, что, как они посчитали слабый вокал. B in the Mix: The Remixes попал в чарты таких стран, как Бельгия, Япония, Италия и США, где он достиг пика на четвёртой строке в Billboard's Dance/Electronic Albums. К ноябрю 2007 г. альбом был распродан одним миллионом копий по всему миру, став один из самых продаваемых ремиксовых альбомов во все времена. Он получил небольшое продвижение по стандартам Спирс. "And Then We Kiss" был выпущен промосинглом с альбома в Австралии и Новой Зеландии.

## Предпосылка
28 сентября 2005 г. Jive Records объявили через пресс-релиз, что Бритни выпустит ремиксовый альбом под названием Remixed. Однако, 8 ноября 2005 г. было сообщено через Дженнифер Вайнярд из MTV, что альбом назван B in the Mix: The Remixes, и он должен выйти 22 ноября 2005 г. В альбом вошли песни с её предыдущих альбомов, ремиксованных такими DJ-ми как Петер Рауофер и Стюарт Прайс. Прайс прежде ремиксовал "Breathe on Me" с In the Zone для лимитированного выпуска бонусного диска со сборника 2004 г., Greatest Hits: My Prerogative. В B in the Mix: The Remixes также вошла новая песня, "And Then We Kiss"; песня прежде должна была быть включена в бонусный диск к её DVD 2005 года Britney & Kevin: Chaotic, но выпал по непонятным причинам. У B in the Mix: The Remixes есть две обложки. В американском релизе Бритни не появилась на обложке; вместо этого на ней бабочка. Вайнярд отметила, что «[альбом] продаётся более необычным путём, в отличие от привычного поведения суперзвезды». В международном выпуске, Бритни появляется за бабочкой.

## Композиция
Bill Hamel remix на "Touch of My Hand" – это транс трек с элементами эмбиента. Голос Спирс назвали «нарезанным на скользящие звуки и [...] он стал частью ритма». Четвёртый трек с альбома,  Jacques Lu Cont's Thin White Duke Mix на "Breathe on Me" убыстряет ритм в отличие от оригинального трека, делая песню «порочнее и непристойнее». Стиль ремикса был сравнен с Кайли Миноуг и Мадонной. Dave Audé Slave Driver Mix на "I'm a Slave 4 U" состоит из гитарного трека и «изворотливых тактов», согласно Курту Киртону из About.com. "And Then We Kiss" состоит из направлений евро-транса, техно и использования синтезаторов. Песня сочетает дэнс-рок гитары и симфонические струнные и заканчивается оркестровым обертоном. Слова рассказывают о поцелуе и различных ощущениях, которые испытывает главная героиня, включая дрожь, плач и стоны. В начале она поёт такие слова: «Лежу одна / трогаю свою кожу», от чего есть предположение, что вся песня может быть на самом деле фантазией. Седьмой трек с альбома Valentin remix на "Everytime" состоит из существенных ритмов грува и постукивающих духовых с использованием синтезаторов. Jason Nevins remix на "Early Mornin'" считается единственной хип-хоп песней с B in the Mix: The Remixes.

## Отзывы

### Отзывы критиков
| Оценки критиков         | Оценки критиков |
| Источник                | Оценка          |
| ----------------------- | --------------- |
| About.com               | [ 5 ]           |
| Allmusic                | [ 7 ]           |
| Bay Area Reporter       | неодобрительно  |
| Entertainment Weekly    | C               |
| IGN                     | (6.9/10)        |
| MTV                     | одобрительно    |
| Rolling Stone           | [ 6 ]           |
| The Dallas Morning News | смешанные       |

Курт Куртон из About.com выделил ремиксы "Everytime" и "Don't Let Me Be the Last to Know", добавив, что альбом был бы лучше, если бы в него вошло больше треков. Он подытожил свою рецензию, сказав: «это неплохой релиз, который должен удовлетворить любого фаната Бритни и большинство клубных фанатиков». Барри Уолтерс из Rolling Stone сказал, что альбом был «даже более обильный», чем Greatest Hits: My Prerogative, но добавил, что за исключением "Toxic", «кажется, каждый трек лучше, чем в оригинале». Спенс Д. из IGN сказал: «если бы вы могли приобрести только один альбом Бритни Спирс, то этот был бы самый лучший вариант». Стивен Томас Эрльюин из Allmusic прокомментировал, что "B in the Mix полностью не вычеркивает впечатление того, что Спирс не созвучна со своей музыкальной карьерой». Он также заявил, что на таких треках как "Toxic", «её недочёты просто выделяются немного больше [...] инструментальные хуки были удалены из записи, заставив Спирс одерживать победу—что на самом деле она не умеет делать. [...] В целом этот альбом звучит и чувствуется таким, какой он и есть: частью произведения. Писатель с MTV Брэдли Стерн похвалил альбом, сказав, что на нём есть «изобилие отличных ремиксов, тянущихся от '...Baby One More Time' до 'Toxic', но ничто не сияло так ярко, как неоспоримый гвоздь альбома: 'And Then We Kiss (Junkie XL Remix)'."
Грег Шапиро из Bay Area Reporter дал альбому в основном негативные отзыв, назвав его «неоправданной потерей». Он также отметил, что голос Спирс был «пронзительный, слабый и механический», когда был отдельно от оригинальных миксов. Однако, он выделил два трека, сказав: «Спирс приближается к достижению статуса танцевальный дивы на Valentin remix of 'Everytime', в то время, как Davidson Ospina 2005 remix of 'Baby One More Time' облагораживает оригинальный трек в стиле бабблгам до клубной классики». Майк Дэниэл из The Dallas Morning News назвал Justice remix of "Me Against the Music" лучшим треком с альбома, но сказал, что у него «есть  ощущение, что это наспех созданная взамен мелодия с почти не связанной с маркетингом целью, за исключением осуществить «один раз в два года» релиз, который был бы авторитетен для материала Бритни». Писатель Entertainment Weekly Ли Гринблатт заметил, что ремиксы «усиливают уже энергичные песни, такие как 'Toxic' и 'Me Against the Music' до мозговзрывающих уровней синтезаторного ускорения», и трансформируют «печальные медленные треки 'Everytime' и 'Don't Let Me Be the Last to Know' в хай-энерджи взрыв. Эта вечеринка – BYORB (Принеси Свой Личный Ред Булл); без этого, вы, возможно, не сможете бодрствовать».

### Появление в чарте
В США B in the Mix: The Remixes дебютировал сто тридцать четвёртой строкой в Billboard 200, с продажами 14,000 копий на первой неделе. Он провёл 11 недель в чарте в общей сложности. Альбом также достиг пика на четвёртой строке в Billboard's Dance/Electronic Albums, став её первым топ-4 в чарте, начиная с июля 2002, который был распродан более, чем 10,000 единицами. Альбом провёл в общей сложности двадцать одну неделю в чарте. Согласно Nielsen SoundScan, B in the Mix: The  Remixes был распродан более 131,000 копиями в США. Альбом также дебютировал в бельгийском чарте на девяносто девятой строке 17 декабря 2005 г., а также дебютировал на пятьдесят девятой в итальянском чарте 25 ноября 2005 г. Альбом достиг пика на двадцать пятой строке в Японии, где оставался восемь недель в том чарте. К ноябрю 2007 B in the Mix: The Remixes был распродан одним миллоином копий по всему миру, став е первым самым продаваемым альбомом ремиксов за все время.

## Продвижение
B in the Mix: The Remixes получил небольшое продвижение по стандартам Спирс. Промо 12-дюймовый сингл под названием Key Cuts from Remixed с пятью альбомными ремиксами просочился на две недели раньше, чем был выпущен альбом. На платном фан-сайте Спирс началась дискуссия о предварительном заказе альбома. Победитель получил копию Britney & Kevin: Chaotic, флакон Fantasy в придачу с лосьоном, набором для макияжа и фотографией личного автографа Спирс. 22 ноября 2005 г. вечеринка по поводу релиза была проведена в неизвестном клубе в Лос-Анджелесе, организованная менеджментом Спирс  и вебмастером фан-сайта WorldOfBritney.com. На неё было приглашено всего лишь 500 человек, включая членов фан-сайта или её личного официального фан-клуба. Спирс прокомментировала: «Я просто хотела сказать, что мне очень понравилась идея всех моих фанатов отпраздновать вместе релиз моего нового альбома. Я была рада помочь! Я надеюсь, вы классно проводите время в клубе и танцуете всю ночь!».
До того, как "And Then We Kiss"  был включён в B in the Mix: The Remixes, его продюсировал Марк Тейлор для четвёртого альбома Спирс, In the Zone (2003). Он не попал в альбом; однако, после ремикса от Junkie XL для альбома ремиксов, он был выпущен промосинглом для альбома в Австралии и Новой Зеландии. Промо 12-дюймовый сингл с новой версией ремикса также был выпущен. Ремикс получил в основном положительные рецензии от музыкальных критиков, с некоторым упором на то, что он радио или клубный хит. "And Then We Kiss" не появился в основных чартах. Однако, он достиг пика на пятнадцатой строке в US Billboard Hot Dance Airplay. Версия песни, продюсированная Тэйлором оставалась невыпущенной годами, пока новый микс песни не просочился онлайн в качестве оригинальной версии 2 сентября 2011 г. После предположения, что это он был фальшивым, Тэйлор подтвердил своё авторство Брэдли Стерну на Muumuse.com 5 сентября 2011 г.

## Список композиций
| №                   | Название                                                        | Автор(ы)                                                                                               | Продюсер(ы)                                       | Длительность |
| ------------------- | --------------------------------------------------------------- | --- | ------------------------------------------------- | ------------ |
| 1.                  | «Toxic» (Peter Rauhofer Reconstruction Mix) (Edit)              | Кэти Деннис Кристиан Карлссон Понтус Уиннберг Генрик Джонбэк                                           | Bloodshy & Avant Петер Рауофер [a]                | 6:46         |
| 2.                  | «Me Against the Music» (featuring Madonna) (Justice Remix)      | Бритни Спирс Мадонна С. «Трики» Стюарт Табисо «Таб» Нихеринай Пенелопа Магент Териус Нэш Гари O'Брайен | Трикстер Магнет [b] Justice [a]                   | 4:01         |
| 3.                  | «Touch of My Hand» (Bill Hamel Remix)                           | Спирс Джимми Харри Бэльюа Мухаммед Шеп Соломон                                                         | Харри Соломон Билл Гамель [a] Барри Джеймисон [a] | 5:19         |
| 4.                  | «Breathe on Me» (Jacques Lu Cont's Thin White Duke Mix)         | Стивен Ли Стив Андерсон Лиза Грин                                                                      | Марк Тэйлор Jacques Lu Cont [a]                   | 3:55         |
| 5.                  | «I'm a Slave 4 U» (Dave Audé Slave Driver Mix)                  | Чад Хьюго Фаррелл Уильямс                                                                              | The Neptunes Дейв Оде [a]                         | 5:51         |
| 6.                  | «And Then We Kiss» (Junkie XL Remix)                            | Спирс M. Тэйлор Пол Барри                                                                              | M. Тэйлор Junkie XL [a]                           | 4:27         |
| 7.                  | «Everytime» (Valentin Remix)                                    | Спирс Аннетт Стамателоатос                                                                             | Гай Сигсуорт Valentin [a]                         | 3:25         |
| 8.                  | «Early Mornin'» (Jason Nevins Remix)                            | Спирс Моби Стюарт Магнет                                                                               | Moby Трикстер [c] Магнет [c] Джейсон Невинс [a]   | 3:38         |
| 9.                  | «Someday (I Will Understand)» (Hi-Bias Signature Radio Remix)   | Спирс                                                                                                  | Сигсуорт Ник Фьоруччи [a] Тарас Харкавий [a]      | 3:46         |
| 10.                 | «...Baby One More Time» (Davidson Ospina 2005 Remix)            | Макс Мартин                                                                                            | Мартин Рами Дэвидсон Оспина [a]                   | 4:38         |
| 11.                 | «Don't Let Me Be the Last to Know» (Hex Hector Club Mix) (Edit) | Роберт Джон «Матт» Ланг Шанайя Твейн Кит Скотт                                                         | Ланг Гекс Гекстор [a] Дезрок [a]                  | 8:15         |
| Общая длительность: | Общая длительность:                                             | Общая длительность:                                                                                    | Общая длительность:                               | 54:01        |

| №   | Название                                                   | Автор(ы)          | Продюсер(ы)                                | Длительность |
| --- | ---------------------------------------------------------- | ----------------- | ------------------------------------------ | ------------ |
| 12. | «Stronger» (Mac Quayle Mixshow Edit)                       | Мартин Рами       | Мартин Рами Мак Куэйл [a]                  | 5:21         |
| 13. | «I'm Not a Girl, Not Yet a Woman» (Metro Mix)              | Мартин Рами Дайдо | Мартин Рами M. Тэйлор [a] Джефф Тэйлор [a] | 5:25         |
| 14. | «Someday (I Will Understand)» (Gota Remix) (featuring MCU) | Спирс             | Сигсуорт                                   | 3:52         |

| №   | Название                                                 | Автор(ы)                         | Продюсер(ы)                            | Длительность |
| --- | -------------------------------------------------------- | -------------------------------- | -------------------------------------- | ------------ |
| 12. | «Toxic» (Peter Rauhofer Reconstruction Mix) (Radio Edit) | Деннис Карлссон Уиннберг Джонбэк | Bloodshy & Avant Рофер [a]             | 4:30         |
| 13. | «Touch of My Hand» (Bill Hamel Dub)                      | Spears Харри Мухаммед Соломон    | Харри Соломон Хамель [a] Джеймисон [a] | 7:17         |
| 14. | «I'm a Slave 4 U» (Dave Audé Slave Driver Extended Mix)  | Хьюго Уильямс                    | The Neptunes Оде [a]                   | 7:05         |

Примечания
- ↑  означает ремиксера и дополнпительного продюсера
- ↑  означает сопродюсера
- ↑  означает вокального продюсера

## Чарты
| Чарт (2005)                          | Наивысшая позиция |
| ------------------------------------ | ----------------- |
| Belgium Albums Chart                 | 99                |
| Italian Albums Chart                 | 59                |
| Japanese Albums Chart                | 25                |
| US Billboard 200                     | 134               |
| US Billboard Dance/Electronic Albums | 4                 |

| Chart (2006)               | Position |
| -------------------------- | -------- |
| US Dance/Electronic Albums | 10       |